# Lajos
Lajos [ˈlɒjoʃ] ist ein ungarischer männlicher  Vorname.

## Bedeutung
Lajos ist eine Form von Ludwig und bedeutet demnach „der berühmte Kämpfer“.

## Namenstag
Der Namenstag von Lajos in Ungarn ist am 25. August.

## Bekannte Namensträger
- Lajos Áprily (1887–1967), ungarischer Dichter
- Lajos Asztalos (1889–1956), ungarischer Schachspieler
- Lajos Balázsovits (1946–2023), ungarischer Schauspieler
- Lajos Baráth (1935–2006), ungarischer Schriftsteller
- Lajos Bárdos (1899–1986), ungarischer Komponist
- Lajos Baróti (1914–2005), ungarischer Fußballspieler und -trainer
- Lajos Barta (1899–1986), ungarischer Bildhauer
- Lajos Batthyány (1807–1849), ungarischer Graf
- Lajos Czeizler (1893–1969), ungarischer Fußballtrainer
- Lajos Dinnyés (1901–1961), ungarischer Politiker und Ministerpräsident
- Lajos Détári (* 1963), ungarischer Fußballspieler
- Lajos Dudas (* 1941), ungarischer Jazz-Klarinettist
- Lajos Egri (1888–1967), österreichischer Journalist und Schriftsteller
- Lajos Gyenge (* 1970), ungarischer Schlagzeuger
- Lajos Haynald (1816–1891), ungarischer Botaniker und Erzbischof
- Lajos Kada (1924–2001), ungarischer Bischof
- Lajos Kassák (1887–1967), ungarischer Schriftsteller und Maler
- Lajos Keresztes (Fotograf) (* 1933), ungarischer Fotograf
- Lajos Keresztes (Ringer) (1900–1978), ungarischer Ringer
- Lajos Koltai (* 1946), ungarischer Kameramann und Regisseur
- Lajos Kossuth (1802–1894), ungarischer Rechtsanwalt und Politiker
- Lajos Láng (1849–1918), ungarischer Ökonom, Statistiker und Politiker
- Lajos Mocsai (* 1954), ungarischer Handballspieler und -trainer
- Lajos Parti Nagy (* 1953), ungarischer Dichter
- Lajos Ordass (1901–1978), ungarischer Bischof
- Lajos Polgár (1916–2006), ungarischer Nationalsozialist
- Lajos Portisch (* 1937), ungarischer Schachspieler
- Lajos Rácz (* 1952), ungarischer Ringer
- Lajos Rovatkay (* 1933), ungarischer Cembalist, Organist
- Lajos Sătmăreanu (1944–2025), rumänischer Fußballspieler
- Lajos Steiner (1903–1975), ungarisch-australischer Schachspieler
- Lajos Szentgáli (1932–2005), ungarischer Leichtathlet
- Lajos Szűcs (Fußballspieler, 1943) (1943–2020), ungarischer Fußballspieler und Schauspieler
- Lajos Szűcs (Fußballspieler, 1973) (* 1973), ungarischer Fußballspieler
- Lajos Werkner (1883–1943), ungarischer Fechter